# 渡邉理佐
渡邉 理佐（わたなべ りさ、1998年〈平成10年〉7月27日 - ）は、日本の元ファッションモデル。『non-no』の元専属モデル、女性アイドルグループ欅坂46、櫻坂46の元メンバーである。
茨城県出身。2025年2月28日をもってそれまで所属していたSeed & Flower合同会社を退所した。

## 略歴
1998年7月27日、茨城県で生まれる。小学生時代の夢は保育士、中学生時代はバレーボール部に所属し、礼儀や上下関係を厳しく叩き込まれ、部活漬けの日々を送った。高校2年生の時、友人の勧めで鳥居坂46の1期生オーディションに応募。
2015年8月21日、鳥居坂46改め欅坂46の1期生オーディションに合格。最終審査ではFlowerの曲を歌った。合格後は転校し、茨城県から上京した。
2016年10月8日、国立代々木競技場第一体育館で開催されたファッション&音楽イベント『GirlsAward 2016 AUTUMN/WINTER』でランウェイデビュー。
2017年3月21日、女性ファッション誌『non-no』（集英社）の創刊45周年記念イベントに出席し、松川菜々花、山田愛奈とともに同誌の専属モデルを務めることが発表される。欅坂46メンバーとして雑誌専属モデルを務めるのは渡邉が初となる。
2018年4月20日、『non-no』6月号で当時乃木坂46の西野七瀬と初の表紙を務めた。
2019年2月4日、1st写真集『無口』（集英社）を同年4月10日に発売することを発表した。アメリカ合衆国フロリダ州マイアミ、バハマのエルーセラ島で撮影され、水着、ランジェリー、シャワーシーンにも初挑戦となった。発売に先駆け、写真集の公式Twitter、公式Instagramを開設した。2月22日に初となる水着姿が解禁された。3月18日には当時の坂道グループに所属するメンバーのソロ1st写真集としては史上最多となる初版発行部数13万部でのスタートとなったことが発表された。3月20日発売の『non-no』同年5月号において、初めて同誌ソロ表紙を飾る。4月8日にシャワーカットが解禁された。このシャワーカットは当初は撮影予定に無かったが、現場の空気で撮影に挑んだ。同年4月10日、1st写真集『無口』（集英社）を発売。翌日となる4月11日に緊急重版が決定し、累計発行部数は15万部となった。週間推定売上約7万3000部を記録し、同年4月22日・29日付のオリコン週間BOOKランキングで2週連続1位、同年4月度のオリコン月間BOOKランキングの写真集部門で1位、累計売上約9万1000部を突破した。オリコン2019年度年間BOOKランキングの写真集部門において年間推定売上10万3000部を記録し4位を獲得した。
2022年1月24日、自身のブログにて、4thシングル『五月雨よ』の活動をもって、グループから卒業することを発表した。3月14日に卒業を記念したメモリアルブック『抱きしめたくなる瞬間』（集英社）が同年5月17日に発売することを発表した。同年3月16日に公式Instagramを開設した。同年4月8日、国立代々木競技場第一体育館にて5月21日と22日に『渡邉理佐 卒業コンサート』の開催が決定したことが発表された。櫻坂46では初となる卒業コンサートだった。同年5月22日、国立代々木競技場第一体育館で行われた卒業コンサート『渡邉理佐 卒業コンサート』2日目公演を以て櫻坂46から卒業。卒業後は『non-no』のモデルを継続し(2025年1月まで)、モデルとして活動していた。
2022年7月27日、自身の誕生日にオフィシャルサイトと公式Twitterを開設した。
2023年8月22日、ファンクラブ「Risa Watanabe Official Fanclub」を始動した。
2024年1月26日、櫻坂46卒業後では初となるソロカレンダー『RISA WATANABE 2024 カレンダー』が発売されることが決定した。同年11月30日、自身の公式サイトにて「Seed & Flower合同会社」を2025年2月28日をもって退所することを発表し、同時にファンクラブ「Risa Watanabe Official Fanclub」も終了。2025年1月20日発売の『non-no』2025年3月号をもってnon-no専属モデルも卒業した。
2025年6月16日、インスタグラムアカウントを削除。

## 人物
身長167 cm。血液型O型。愛称は、ベリサ、りさ、理佐様、りっちゃん。8歳年上の兄がいる。欅坂46加入時はロングヘアだったが、周囲からのアドバイスで3か月後に髪を約20センチ切り、ショートヘアに変えた。目立つことが嫌い。自他共に認める人見知りであるが、仲良くなると子供っぽいちょっかいを出す。片付けや着替えをする際に「シャシャシャ～!」と擬音語を口に出しがちであるが、渡邉曰く「言いながらやると早くできる」とのこと。

### 嗜好
好きな食べ物はチョコレート、海老、甘い物、焼肉、炭水化物。好きな色は黒。
テレビ好きで、『アナザースカイ』（日本テレビ）、『逃走中』（フジテレビ）などの番組を観る。影響を受けた作品は、小説『世界から猫が消えたなら』。小説はハッピーエンドよりも、ちょっと悲しい結末の物語が好み。一番好きな本は『カエルの楽園』。
目標とする人物は白石麻衣。憧れているモデルは新木優子。将来の夢は、海外に住むこと。
愛用の香水はシャネル、ディオール、マルジェラ。大好きなファッションブランドはSLY、beautiful people、Acne Studios。大きめなサイズ感のアイテムが好きで、兄のお下がりを着ることもある。好きな花はひまわり、ミモザなどの黄色い花。

### 趣味
趣味は買物、リップ集め、映画鑑賞、お菓子作り。
買物は一人で行く。駅の出口や寄る場所の順番を事前に決め、計画通りの買物を好む。鞄の中も物を入れる場所を決めており、並びが崩れるのを好まない。欅坂46の志田愛佳と買物へ出かけたこともあったが、互いに駅で別れ、計画通りに行動した。普段の疲れは洋服の買物で発散し、ピンクやパステルカラーのような女の子らしい色は選ばない。日焼け防止のため、スカートや短いパンツを穿かない。眼鏡は家でしか掛けない。ただし、優柔不断で何を購入するか、即決できない。
リップはイヴ・サン＝ローラン、シャネル、ディオールなど30本ほど所有しており、日替わりで使用している。
映画は一人で観に行くが、動画配信サービスをテレビで見られるデバイスを購入してからは外出しなくなり、Netflixで『ストレンジャー・シングス』などを鑑賞している。
お菓子はバレンタインにスノーボールやブラウニーなどを手作りしている。Tシャツコレクターであり40枚ほど収集している。

### 特技
特技は右手が勝つ一人じゃんけん、一輪車、フラフープ。
右手が勝つ一人じゃんけんは特技だったが、のちに封印した。フラフープは首で回せる。
得意科目は歴史。得意料理はオムライス。

### 欅坂46及び櫻坂46
渡邉は、2015年8月に欅坂46一期生として活動開始以降、櫻坂46への改名を経て2022年5月にグループを卒業するまでの間、中心メンバーとしてグループを牽引した。
小林由依とシンメで活動することが多く、『そこ曲がったら、櫻坂?』で共演した土田晃之は、両者を「グループ内の飛車角」と高く評価した。
欅坂46内のユニット、青空とMARRY、FIVE CARDSのメンバー。尾関梨香と『欅共和国2017』で楽屋の席が近かったことがきっかけで仲良くなる。それまでは全く話さなかった。グループ随一の綺麗好きであり、尾関のバッグ、財布の中を整理したり、家に片付けに行ったりしたことがある。櫻坂46の推しメンは藤吉夏鈴。
欅坂46で好きな曲は「エキセントリック」、「不協和音」、「大人は信じてくれない」、「僕たちの戦争」、「二人セゾン」、「キミガイナイ」。お気に入りの衣装は『第67回NHK紅白歌合戦』（NHK）で着用した「サイレントマジョリティー」の衣装。

## 作品

### シングル
欅坂46
- サイレントマジョリティー（2016年4月6日、SRCL-9035/41） - EAN 4988009125930。
- 手を繋いで帰ろうか（2016年4月6日、SRCL-9035/41） - EAN 4988009125930。
- キミガイナイ（2016年4月6日、SRCL-9041） - EAN 4988009125954。
- 世界には愛しかない（2016年8月10日、SRCL-9147/53） - EAN 4988009130804。
- 語るなら未来を…（2016年8月10日、SRCL-9147/52） - EAN 4988009130804。
- 青空が違う（2016年8月10日、SRCL-9151/2） - EAN 4988009130835。
- 二人セゾン（2016年11月30日、SRCL-9267/73） - EAN 4547366279399。
- 大人は信じてくれない（2016年11月30日、SRCL-9267/73） - EAN 4547366279399。
- 制服と太陽（2016年11月30日、SRCL-9267/8） - EAN 4547366279375。
- 僕たちの戦争（2016年11月30日、SRCL-9271/2） - EAN 4547366279399。
- 不協和音（2017年4月5日、SRCL-9394/402） - EAN 4547366301274。
- W-KEYAKIZAKAの詩（2017年4月5日、SRCL-9394/402） - EAN 4547366301274。
- 割れたスマホ（2017年4月5日、SRCL-9398/9） - EAN 4547366301274。
- エキセントリック（2017年4月5日、SRCL-9402） - EAN 4547366301298。
- 風に吹かれても（2017年10月25日、SRCL-9581/9） - EAN 4547366331639。
- 避雷針（2017年10月25日、SRCL-9585/6） - EAN 4547366331653。
- 波打ち際を走らないか?（2017年10月25日、SRCL-9587/8） - EAN 4547366331660。
- ガラスを割れ!（2018年3月7日、SRCL-9736/44） - EAN 4547366350265。
- もう森へ帰ろうか?（2018年3月7日、SRCL-9736/44） - EAN 4547366350265。
- アンビバレント（2018年8月15日、SRCL-9922/30） - EAN 4547366371079。
- Student Dance（2018年8月15日、SRCL-9922/30） - EAN 4547366371079。
- I'm out（2018年8月15日、SRCL-9922/3） - EAN 4547366371079。
- 黒い羊（2019年2月27日、SRCL-9983/91） - EAN 4547366383331。
- Nobody（2019年2月27日、SRCL-9983/4） - EAN 4547366383317。
- 誰がその鐘を鳴らすのか?（2020年8月21日）[97]

櫻坂46
- Nobody's fault（2020年12月9日、SRCL-11620/8） - EAN 4547366481594。
- なぜ 恋をして来なかったんだろう?（2020年12月9日、SRCL-11620/8） - EAN 4547366481594。
- 半信半疑（2020年12月9日、SRCL-11620/1） - EAN 4547366481594。
- Plastic regret（2020年12月9日、SRCL-11622/3） - EAN 4547366481600。
- 最終の地下鉄に乗って（2020年12月9日、SRCL-11624/5） - EAN 4547366481617。
- Buddies（2020年12月9日、SRCL-11626/7） - EAN 4547366481624。
- ブルームーンキス（2020年12月9日、SRCL-11628） - EAN 4547366481631。
- BAN（2021年4月14日、SRCL-11748/56） - EAN 4547366498608。
- 偶然の答え（2021年4月14日、SRCL-11748/56） - EAN 4547366498608。
- それが愛なのね（2021年4月14日、SRCL-11748/9） - EAN 4547366498608。
- 君と僕と洗濯物（2021年4月14日、SRCL-11750/1） - EAN 4547366498615。
- Microscope（2021年4月14日、SRCL-11752/3） - EAN 4547366498622。
- 思ったよりも寂しくない（2021年4月14日、SRCL-11754/5） - EAN 4547366498639。
- 櫻坂の詩（2021年4月14日、SRCL-11756） - EAN 4547366498646。
- 流れ弾（2021年10月13日、SRCL-11920/8） - EAN 4547366524567。
- Dead end（2021年10月13日、SRCL-11920/8） - EAN 4547366524567。
- 無言の宇宙（2021年10月13日、SRCL-11926/7） - EAN 4547366524598。
- 美しきNervous（2021年10月13日、SRCL-11928） - EAN 4547366524604。
- 五月雨よ（2022年4月6日、SRCL-12130/8） - EAN 4547366549829。
- 僕のジレンマ（2022年4月6日、SRCL-12130/8） - EAN 4547366549829。

坂道AKB
- 誰のことを一番 愛してる?（2017年3月15日、KIZM-90481/2） - EAN 4988003500702。
- 国境のない時代（2018年3月14日、KIZM-90547/8） - EAN 4988003519797。

IZ4648
- 必然性（2019年3月13日、KIZM-90617/8） - EAN 4988003543938。

### アルバム
欅坂46
- 真っ白なものは汚したくなる（2017年7月19日、SRCL-9482/8） - EAN 4547366318470。
- 永遠より長い一瞬 〜あの頃、確かに存在した私たち〜（2020年10月7日、SRCL-11510/6） - EAN 4547366450224。

### 映像作品
- 渡邉理佐（2016年4月6日） - EAN 4988009125930。
- 渡邉理佐（2016年8月10日） - EAN 4988009130804。
- 渡邉理佐（2016年11月30日） - EAN 4547366279399。
- KEYABINGO!（2017年1月27日） - EAN 4988021715010。
- 渡邉理佐（2017年4月5日） - EAN 4547366301274。
- 徳山大五郎を誰が殺したか?（2017年6月7日） - EAN 4517331036388。
- グループ発展祈願の旅 〜栃木編〜（2017年10月25日） - EAN 4547366331639。
- 残酷な観客達（2017年11月29日） - EAN 4988021715553。
- KEYABINGO!2（2017年12月22日） - EAN 4988021715522。
- 渡邉理佐 自撮りTV（2018年3月7日） - EAN 4547366350272。
- KEYABINGO!3（2018年6月29日） - EAN 4988021715874。
- 渡邉理佐×渡邉美穂 自撮りTV（2018年8月15日） - EAN 4547366371093。
- 欅共和国2017（2018年9月26日） - EAN 4547366376791。
- 欅坂46 特典映像「KEYAKI HOUSE」（2019年2月27日） - EAN 4547366383317。
- 欅共和国2018（2019年8月14日） - EAN 4547366417258。
- 欅坂46 LIVE at 東京ドーム 〜ARENA TOUR 2019 FINAL〜（2020年1月29日）- EAN 4547366438758。
- 欅共和国2019（2020年8月12日） - EAN 4547366462937。
- 欅坂46 ANNIVERSARY LIVE Director's Cut Collection（2020年10月7日） - EAN 4547366450224。
- 欅坂46 ARENA TOUR Director's Cut Collection（2020年10月7日） - EAN 4547366450231。
- KEYAKIZAKA46 Live Online, but with YOU!（2020年12月9日）- EAN 4547366481594, EAN 4547366481600。
- 僕たちの嘘と真実 Documentary of 欅坂46（2021年2月3日） - EAN 4988104127983。
- 欅坂46 THE LAST LIVE（2021年3月24日） - EAN 4547366496833。
- 櫻坂46 デビューカウントダウンライブ!!（2021年4月14日） - EAN 4547366498608。
- Making of デビューカウントダウンライブ!!（2021年4月14日） - EAN 4547366498615。
- 渡邉理佐×森田ひかる SAKURA BANASHI 〜いま、話したいこと〜（2021年4月14日） - EAN 4547366498615。
- 渡辺梨加×渡邉理佐×増本綺良 SAKURA MEGURI（2021年10月13日） - EAN 4547366524567。
- Documentary of Risa Watanabe（2022年4月6日）- EAN 4547366549829。
- Sakurazaka46 1st TOUR 2021 FINAL at さいたまスーパーアリーナ（2022年8月3日） - EAN 4547366567960。
- W-KEYAKI FES. 2021 -DAY1- at 富士急ハイランド コニファーフォレスト（2022年8月3日） - EAN 4547366567977。

## 出演

### テレビドラマ
- 徳山大五郎を誰が殺したか?（2016年7月17日 - 10月2日、テレビ東京） - 渡邉理佐 役[98]。
- 残酷な観客達（2017年5月18日 - 7月20日、日本テレビ） - 和久綾乃 役[99]。
- ボーダレス（2021年3月7日 - 5月9日、ひかりTV） - 八辻芭留 役[100]。
- 全力で、愛していいかな?（2023年2月4日 - 3月25日、テレビ東京） - 本郷灯 役[101]。
- ブラックファミリア〜新堂家の復讐〜（2023年10月6日 - 12月7日、読売テレビ） - 新堂沙奈 役[102]。

### ネット配信
- 欅坂46渡邉理佐1st写真集『無口』発売記念スペシャル（2019年4月9日、SHOWROOM）[103]

### ランウェイ
- GirlsAward
  - GirlsAward 2016 AUTUMN/WINTER（2016年10月8日、国立代々木競技場第一体育館）[13]
  - GirlsAward 2017 SPRING/SUMMER（2017年5月3日、国立代々木競技場第一体育館）[104]
  - GirlsAward 2017 AUTUMN/WINTER（2017年9月16日、幕張メッセ）- non-no × Two Faces[105]。
  - GirlsAward 2018 SPRING/SUMMER（2018年5月19日、幕張メッセ）- non-no × Two Faces[106]。
  - GirlsAward 2018 AUTUMN/WINTER（2018年9月16日、幕張メッセ）[107]
  - Rakuten GirlsAward 2019 SPRING/SUMMER（2019年5月18日、幕張メッセ）- non-no × dazzlin[108]。
  - Rakuten GirlsAward 2019 AUTUMN/WINTER（2019年9月28日、幕張メッセ）- non-no × dazzlin[109]。
  - Rakuten GirlsAward 2022 SPRING/SUMMER（2022年5月14日、幕張メッセ）[110]
  - Rakuten GirlsAward 2022 AUTUMN/WINTER（2022年10月8日、幕張メッセ） - dazzlin[111]、DRESSTERIOR[112]。
  - Rakuten GirlsAward 2023 AUTUMN/WINTER（2023年9月30日、幕張メッセ）[113]
  - Rakuten GirlsAward 2024 SPRING/SUMMER（2024年5月3日、国立代々木競技場第一体育館）[114]
- 東京ガールズコレクション
  - 第24回 東京ガールズコレクション 2017 SPRING/SUMMER（2017年3月25日、国立代々木競技場第一体育館） - LOWRYS FARM[115]。
  - 第25回 東京ガールズコレクション 2017 AUTUMN/WINTER（2017年9月2日、さいたまスーパーアリーナ）[116]
  - TGC KITAKYUSHU 2017 by TOKYO GIRLS COLLECTION（2017年10月21日、西日本総合展示場新館）[117]
  - TGC HIROSHIMA 2017 by TOKYO GIRLS COLLECTION（2017年12月9日、広島グリーンアリーナ） - SLY[118]、dazzlin[119]。
  - マイナビ presents 第26回 東京ガールズコレクション 2018 SPRING/SUMMER（2018年3月31日、横浜アリーナ）- SLY[120]、RMK[121]。
  - takagi presents TGC KITAKYUSHU 2018 by TOKYO GIRLS COLLECTION（2018年10月6日、西日本総合展示場新館） - ゲストモデル[122]。
  - TGC SHIZUOKA 2019 for SDGs by TOKYO GIRLS COLLECTION（2019年1月12日、ツインメッセ静岡） - ゲストモデル[123]。
  - マイナビ presents 第28回 東京ガールズコレクション 2019 SPRING/SUMMER（2019年3月30日、横浜アリーナ）- REDYAZEL[124]。
  - TGC KUMAMOTO 2019 by TOKYO GIRLS COLLECTION（2019年4月20日、グランメッセ熊本）- GYDA[125]。
  - マイナビ presents 第29回 東京ガールズコレクション2019 AUTUMN/WINTER（2019年9月7日、さいたまスーパーアリーナ）- TGC SPECIAL COLLECTION[126]。
  - 第30回 マイナビ 東京ガールズコレクション 2020 SPRING/SUMMER（2020年2月29日、国立代々木競技場第一体育館）[127]
  - 第31回 マイナビ presents 東京ガールズコレクション 2020 AUTUMN/WINTER ONLINE（2020年9月5日、さいたまスーパーアリーナ） [128]
  - 第32回 マイナビ 東京ガールズコレクション 2021 SPRING/SUMMER（2021年2月28日、国立代々木競技場第一体育館）[129]
  - 第33回 マイナビ 東京ガールズコレクション 2021 AUTUMN/WINTER（2021年9月4日、さいたまスーパーアリーナ）- Re:EDIT[130]、AEON CARDステージ[131]。
  - 第34回 マイナビ 東京ガールズコレクション 2022 SPRING/SUMMER（2022年3月21日、国立代々木競技場第一体育館）[132]
  - 第35回 マイナビ 東京ガールズコレクション 2022 AUTUMN/WINTER（2022年9月3日、さいたまスーパーアリーナ）[133]
  - TGC KITAKYUSHU 2022 by TOKYO GIRLS COLLECTION（2022年11月19日、西日本総合展示場新館）[134]
  - oomiya presents TGC WAKAYAMA 2023 by TOKYO GIRLS COLLECTION（2023年2月11日、和歌山ビッグホエール）[135]
  - 第36回 マイナビ 東京ガールズコレクション 2023 SPRING／SUMMER（2023年3月4日、国立代々木競技場第一体育館）[136]
  - 第37回 マイナビ 東京ガールズコレクション 2023 AUTUMN／WINTER（2023年9月2日、さいたまスーパーアリーナ）[137]
  - oomiya presents TGC WAKAYAMA 2024 by TOKYO GIRLS COLLECTION（2024年2月3日、和歌山ビッグホエール）[138]
  - 第38回 マイナビ 東京ガールズコレクション 2024 SPRING／SUMMER（2024年3月2日、国立代々木競技場第一体育館）[139]

### イベント
- non-no創刊45周年記念イベントファイナル（2017年3月21日、一ツ橋ホール）[140]
- non-no創刊50周年記念YouTubeライブ配信イベント「non-no 50th Thanks Party」（2021年10月17日、オンライン配信）[141]

## 書籍

### 雑誌連載
- LOVE berry（2016年1月、徳間書店） - モデル[142]。
- non-no（2017年4月20日 - 2025年1月20日、集英社） - 専属モデル[143][45]。
  - りさいず（2021年5月20日 - 2025年1月20日）[144]

### 写真集
- 無口（2019年4月10日、集英社）[145][146]
- 渡邉理佐卒業メモリアルブック 抱きしめたくなる瞬間（2022年5月17日、集英社、撮影：柴田フミコ）[147][148]